# Logan Costa
Logan Evans Costa znany jako Logan Costa (ur. 1 kwietnia 2001 w Saint-Denis) – kabowerdeński piłkarz pochodzenia francuskiego, grający na pozycji środkowego obrońcy w hiszpańskim klubie Villarreal CF oraz w reprezentacji Republiki Zielonego Przylądka. Uczestnik Pucharu Narodów Afryki 2023.

## Kariera klubowa
Swoją karierę piłkarską Costa rozpoczynał w juniorach takich klubów jak: ASC Val d’Argenteuil (2007-2010), RFC Argenteuil (2010-201 i Stade de Reims (2016-2018). W 2018 roku stał się członkiem zespołu rezerw Stade de Reims. W 2020 roku wypożyczono go do trzecioligowego Le Mans FC. Zadebiutował w nim 1 września 2020 w zremisowanym 0:0 wyjazdowym meczu z Red Star FC. Zawodnikiem Le Mans był przez rok.
Latem 2021 Costa został piłkarzem Toulouse FC. Swój debiut w nim w Ligue 2 zaliczył 21 grudnia 2021 w przegranym 1:2 wyjazdowym meczu z Nîmes Olympique. W sezonie 2021/2022 awansował z Toulouse do Ligue 1. Z kolei w sezonie 2022/2023 zdobył z nim Puchar Francji.
| Sezon   | Klub             | Kraj    | Rozgrywki              | Mecze | Bramki |
| ------- | ---------------- | ------- | ---------------------- | ----- | ------ |
| 2018/19 | Stade de Reims B | Francja | Championnat National 2 | 6     | 0      |
| 2019/20 | Stade de Reims B | Francja | Championnat National 2 | 19    | 2      |
| 2020/21 | Le Mans FC       | Francja | Championnat National   | 26    | 0      |
| 2021/22 | Toulouse FC B    | Francja | Championnat National 3 | 10    | 0      |
| 2021/22 | Toulouse FC      | Francja | Ligue 2                | 3     | 0      |
| 2022/23 | Toulouse FC      | Francja | Ligue 1                | 6     | 0      |
| 2023/24 | Toulouse FC      | Francja | Ligue 1                | 31    | 1      |

## Kariera reprezentacyjna
W reprezentacji Republiki Zielonego Przylądka Costa zadebiutował 28 marca 2022 w wygranym 2:0 towarzyskim meczu z San Marino, rozegranym w San Pedro del Pinatar. W 2024 roku został powołany do kadry na Puchar Narodów Afryki 2023. W tym turnieju rozegrał pięć meczów: grupowe z Ghaną (2:1), z Mozambikiem (3:0) i z Egiptem (2:2), w 1/8 finału z Mauretanią (1:0) i ćwierćfinałowy z Południową Afryką (0:0, k. 1:2).